# 安德拉 (俄罗斯)
安德拉（羅馬化：Andra）是俄罗斯汉特-曼西自治区的市级镇，是该自治区十月村区规模最小的市级镇。地处汉特-曼西自治区中西部，位于鄂毕河右岸，在区行政中心十月村及自治区首府汉特-曼西斯克西北方。附近城市有尼亚甘，位于该镇西南约50公里处。
建于20世纪30年代，1984年设市级镇。2022年人口有1,382人；2010年人口1,830；2002年人口1,974；1989年人口2,695。